# 천왕중학교
천왕중학교(天旺中學校)는 대한민국 서울특별시 구로구 천왕동에 있는 공립 중학교이다.

## 학교 연혁
- 2012년 12월 27일 : 천왕중학교 설립 인가(서울특별시립학교조례 개정 제5433호)
- 2013년 3월 1일 : 초대 김영길 교장 취임
- 2013년 3월 4일 : 제1회 입학식(9학급 남 68명, 여 184명 총 252명)
- 2013년 5월 22일 : 개교식
- 2020년 9월 1일 : 제3대 이우열 교장 취임
- 2023년 1월 5일 : 제8회 졸업식(8학급 남 91명, 여 122명 총 213명)
- 2023년 3월 2일 : 제11회 입학식(13학급 남 163명, 여 183명 총 346명)

## 참고 자료
- 천왕중학교 - 한국교육학술정보원 학교알리미